# NS Водолея
NS Водолея (лат. NS Aquarii), HD 202605 — одиночная переменная звезда в созвездии Водолея на расстоянии приблизительно 130 световых лет (около 40 парсеков) от Солнца. Видимая звёздная величина звезды — от +8,1m до +8,08m.

## Характеристики
NS Водолея — жёлтый или оранжевый карлик, вращающаяся переменная звезда типа BY Дракона (BY) спектрального класса K0V или G5/6V. Эффективная температура — около 5628 К.